# لين هيل (متسلقة صخور)
لين هيل (بالإنجليزية: Carolynn Marie Hill)‏ هي متسلقة صخور ‏ أمريكية، ولدت في 3 يناير 1961 في ديترويت في الولايات المتحدة.

## وصلات خارجية
- الموقع الرسمي
- لين هيل على موقع الاتحاد الدولي لرياضة التسلق (الإنجليزية)
- لين هيل على موقع IMDb (الإنجليزية)
- لين هيل على موقع قاعدة بيانات الفيلم (الإنجليزية)